# محطة فيزيائية

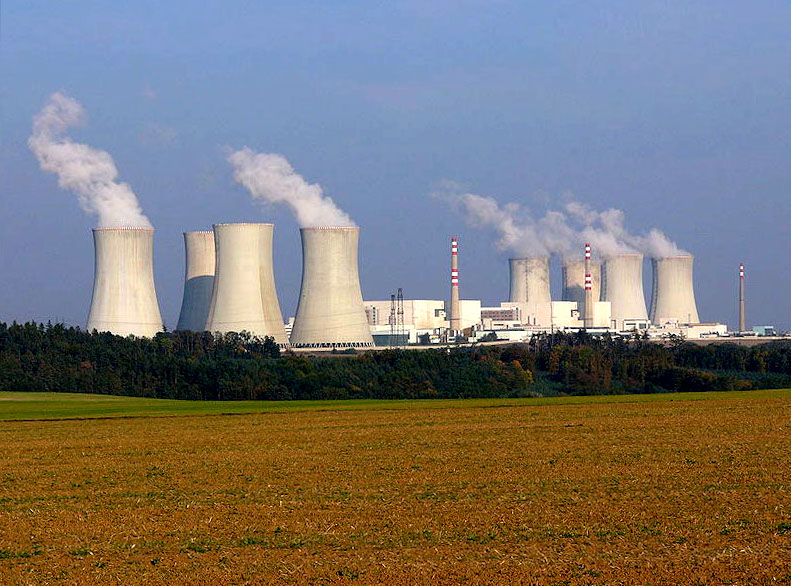
محطة دوكوفاني للطاقة النووية

تشير المحطة الفيزيائية أو المحطة الميكانيكية أو المحطة الصناعية (وعندما يكون السياق مفهومًا محطة فقط) إلى البنية التحتية اللازمة والمستخدمة في تشغيل وصيانة منشأة معينة. يطلق على تشغيل هذه المرافق أو إدارة المنظمة التي تقوم بذلك، اسم «عمليات التصنيع» أو إدارة المنشأة. لا ينبغي الخلط بين المحطة الصناعية و«محطة التصنيع» بمعنى مصنع. هذه نظرة شمولية على عمارة وتصميم والمعدات والأنظمة الطرفية الأخرى المرتبطة بالمحطة المطلوبة لتشغيلها أو صيانتها.

## محطات الطاقة

### الطاقة النووية
ظل التصميم والمعدات في محطة الطاقة النووية في معظمها راكدًا على مدى السنوات الثلاثين الماضية. هناك ثلاثة أنواع من آليات تبريد المفاعلات: «مفاعلات الماء الخفيف والمفاعلات المعدنية السائلة والمفاعلات عالية الحرارة المبردة بالغاز». في حين أن المعدات في معظمها ما تزال على حالها، فقد أجريت بعض التعديلات الدنيا على المفاعلات القائمة لتحسين السلامة والكفاءة. كان هناك تغييرات كبيرة في تصميم جميع هذه المفاعلات. مع ذلك، فإنها تظل نظرية وغير منفذة. يمكن تقسيم معدات محطات توليد الطاقة النووية إلى فئتين: النظم الأولية والنظم الموازية للمحطات. النظم الأولية هي المعدات المستخدمة في إنتاج الطاقة النووية وسلامتها. يحتوي المفاعل على معدات على وجه التحديد مثل خزانات المفاعل التي تحيط عادة بقلب المفاعل لحمايته إذ يحتوي على قضبان الوقود. يشمل أيضًا معدات تبريد المفاعل التي تتكون من حلقات التبريد السائلة ومادة التبريد المنتشرة. عادة ما تكون هذه الحلقات عبارة عن أنظمة منفصلة لكل منها مضخة واحدة على الأقل. تشمل المعدات الأخرى مولدات البخار وأجهزة الضغط التي تضمن ضبط الضغط في المحطة حسب الحاجة. معدات الاحتواء هي الهيكل المادي المبني حول المفاعل لحماية المحيط من فشله. أخيرًا، تشمل الأنظمة الأولية أيضًا معدات التبريد الأساسية في حالات الطوارئ ومعدات حماية المفاعل. أنظمة توازن محطات الطاقة هي المعدات المستخدمة عادة في جميع محطات توليد الطاقة لإنتاج وتوزيع الطاقة. تستخدم هذه النظم: العنفات ومولدات والمكثفات السطحية ومعدات تغذية المياه ومعدات احتياطية ومعدات الوقاية من الحرائق ومعدات الإمداد بالطاقة في حال الطوارئ ومعدات لتخزين الوقود المستعمل.

## هندسة البث
في هندسة البث، يعد مصطلح محطة جهاز الإرسال جزءًا من المحطة الفيزيائية المرتبطة بجهاز الإرسال وعناصر تحكمه والمدخلات الخاصة به ورابط الاستديو/ جهاز الإرسال (إذا كان استديو الراديو خارج الخدمة)، هوائي الراديو وقبة الرادار وخط التغذية ونظام التجفف/ النتروجين وبرج ومبنى البث وإضاءة البرج والمولد ونظام التهوية. غالبًا ما ترصد من خلال نظام نقل تلقائي يبلغ عن الظروف عبر القياس عن بعد (رابط جهاز الإرسال/ الاستديو).

## محطات تحلية الماء
محطات تحلية المياه هي المسؤولة عن إزالة الملح من مصادر المياه، بحيث تصبح صالحة للاستهلاك البشري. التناضح العكسي والتبخير الفجائي متعدد المراحل والتقطير متعدد التأثير، هي ثلاثة أنواع رئيسية من المعدات والعمليات التي تميز محطات تحلية المياه عن بعضها البعض. التقنيات الحرارية مثل إم إس إف وإم إي دي هي الأكثر استخدامًا في الشرق الأوسط، إذ تمتلك قدرة منخفضة للحصول على إمدادات المياه العذبة وتمتلك في المقابل قدرة للحصول على الطاقة الزائدة.